# Adolphe Rayssac
Pour les articles homonymes, voir Rayssac (homonymie).
Adolphe Rayssac M.E.P., né le 4 novembre 1866 à Lunan dans le diocèse de Cahors et mort à Montbeton le 16 juin 1941, est un missionnaire catholique français qui fut vicaire apostolique en Chine méridionale. Sa devise était Deo juvante.

## Biographie

### Prêtre missionnaire
Adolphe Rayssac entre aux Missions étrangères de Paris le 31 août 1887 où il est ordonné prêtre le 21 septembre 1889. Il reçoit sa lettre de mission pour le vicariat apostolique du Kouong-Tong (province de Canton) dans le sud de la Chine. Il y arrive au début de l'année 1890.
Il est affecté au district de Tchek-Kaï dans l'île de Sancian où mourut saint François Xavier, le 3 décembre 1552. Il y apprend la langue sous la direction du père Louis Murcier.
Il passe ensuite deux ans dans la sous-préfecture de Loc-fung dont il prend la tête de la mission en 1893 qui compte 1 700 baptisés et un certain nombre de catéchumènes hakkas. Il échappe à la mort en mai 1902 de la part de brigands excités par les notables. En 1908, le district compte 3 700 baptisés. En 1914, la mission du Kouong-Tong est divisée en deux vicariats, Canton et Swatow; il prend la tête de ce dernier en 1915. Il est sacré évêque titulaire de Cotyaeum (de) à la chapelle de Nazareth des MEP de Hong Kong, le 1er mai 1915.

### Vicaire apostolique
Il fonde un petit séminaire à Teng-haï en 1918 et , en 1932, ce seront vingt prêtres chinois issus du vicariat qui sont à mettre à son crédit. Du 9 février au 22 mars 1922, il participe à la première assemblée générale des MEP à Hong Kong autour de Mgr de Guébriant, en novembre suivant à l'assemblée des ordinaires de la 5e région de Chine méridionale et, en mai-juin 1924, au « concile de Shanghai » présidé par Mgr Costantini, très favorable à l'indigénisation, dans la ligne de Pie XI.
Il part pour sa visite ad limina le 31 décembre 1924 et accomplit un pèlerinage en Terre Sainte. Il est de retour en novembre 1925. La région est particulièrement éprouvée par des révoltes paysannes, le passage de troupes communistes en septembre 1927 vers Canton, détruisant des missions et provoquant l'exil et du côté des nationalistes, la mainmise sur des œuvres d'éducation ou de soins. Il décide de recentrer son action d'évangélisation et fait appel aux missionnaires américains de Maryknoll qui arrivent en octobre 1925 dans la zone de Kaying. En 1929, cela aboutit à la formation de la préfecture apostolique de Kaying avec 6 500 fidèles.
L'infiltration communiste provoque des enlèvements (même un missionnaire est enlevé contre rançon), des meurtres et un brigandage constant qui minent la région. De juillet à décembre 1930, il s'absente pour participer à l'assemblée générale à Paris. Alors qu'une armée communiste occupe toujours la partie montagneuse du vicariat, il accueille en 1932 Mgr de Guébriant faisant sa tournée d'inspection des missions d'Asie, lorsqu'il vient à Swatow.
Un coadjuteur lui est donné en décembre 1934, Charles Vogel; il le sacre en mai suivant et il ne sait encore qu'il lui succédera en décembre. En effet, il prend le bateau en juin 1935 pour se rendre à Rome via le Japon et les États-Unis, mais il est frappé d'une hémiplégie en débarquant à Marseille. Il s'installe à la maison de retraite de Montbeton et y meurt en 1941.

## Distinction
- Chevalier de la Légion d'honneur (29 mars 1935)[11]